# نيكول روبرت
نيكول روبرت (30 ديسمبر 1954 - ) هي لاعبة كرة يد كندية. شاركت في الألعاب الأولمبية الصيفية 1976.

## وصلات خارجية
- نيكول روبرت على موقع أوليمبيديا (الإنجليزية)